# Fredrik Fodstad
Fredrik Gerardo Fodstad (* 7. Januar 2001 in Kolumbien) ist ein norwegisch-kolumbianischer Skilangläufer.

## Biographie
Fodstad wurde in Kolumbien geboren und als Kind von einer norwegischen Familie adoptiert.
Fodstad gab sein internationales Renndebüt am 11. Januar 2019 bei einem Juniorenrennen in Konnerud. Zu diesem Zeitpunkt startete er noch für den norwegischen Verband, bevor er mit Beginn der Saison 2022/23 zum kolumbianischen Verband wechselte. 
Sein erstes internationales Großereignis bestritt er bei den U23-Langlaufweltmeisterschaften 2022 in Lygna. Dort erreichte er als bestes Ergebnis den 55. Platz über 15 km klassisch.
Am 9. Dezember 2022 gab Fodstad beim Weltcup in Beitostølen sein Debüt, wobei er als 64. das Finale des Sprints klar verpasste. Im weiteren Verlauf des Winters nahm er an seinen ersten Nordischen Skiweltmeisterschaften teil. Bei den Wettkämpfen in Planica belegte er im Skiathlon Rang 54 als beste Platzierung.
Sein bestes Ergebnis bei einem internationalen Großereignis erzielte Fodstad bei den Weltmeisterschaften 2025 in Trondheim. Gemeinsam mit Samuel Jaramillo belegte er im Teamsprint den 40. Platz.

## Erfolge

### Weltmeisterschaften
- Planica 2023: 54. Skiathlon, 72. Sprint klassisch, 95. 15 km Freistil
- Trondheim 2025: 40. Sprint klassisch, 58. 10 km klassisch, 66. 50 km Massenstart Freistil, 72. Skiathlon

### U23-Weltmeisterschaften
- Lygna 2022: 55. 15 km klassisch, 59. Sprint Freistil

### Weitere Erfolge
- Eine Platzierung unter den besten 10 bei FIS-Rennen